# 报恩寺塔 (宁德市)
报恩寺塔，是位于中国福建省宁德市蕉城区城南镇报恩寺内的一个清代古建筑，2003年12月入选蕉城区第四批县级文物保护单位。
报恩寺塔始建于宋代，为八角楼阁式实心石塔，通高2.8米，基座边长0.17米。石塔所在的报恩寺始建于唐代咸通元年（860年），现存建筑为清代建筑，占地面积41,580平方米。